# رستي فارلي
رستي فارلي (بالإنجليزية: Rusty Farley)‏ هو سياسي أمريكي، ولد في 25 سبتمبر 1953 في الولايات المتحدة، وتوفي في 4 يوليو 2011 بباريس في الولايات المتحدة بسبب أم الدم. حزبياً، نشط في الحزب الجمهوري. وقد انتخب عضو مجلس نواب أوكلاهوما.